# Башмаков, Михаил Иванович
Михаил Иванович Башмаков (1737—1775) — горный чиновник.

## Биография
В 1751 г. Башмаков поступил в военную службу, через шесть лет произведен в прапорщики, а в 1763 г., в течение 8-ми месяцев, успел получить три чина. Затем в служебной деятельности Башмакова следует перерыв, и только с 1768 г. он выступает на поприще гражданской службы. Пробыв некоторое время при канцелярии строения Императорских дворов и садов, капитан Башмаков определён асессором в екатеринбургскую канцелярию главного заводов правления. Первые годы службы Башмакова в екатеринбургской канцелярии — главном уральском горном учреждении того времени — совпадают с тяжелой эпохой в истории крестьян, приписанных к уральским горным заводам. В особую заслугу Башмакову следует поставить то обстоятельство, что он один, среди представителей местной власти, считавшей своею обязанностью отстаивать интересы заводчиков, видел действительное положение дел. Отстаивая свои взгляды и доказывая необходимость предоставления значительных льгот крестьянам, Башмаков не раз входил в пререкания с ближайшим своим начальством и даже получил однажды выговор за это от берг-коллегии в следующих интересных выражениях: «В предосуждение господину асессору Башмакову, с соболезнованием коллегия принужденною себя находит сказать, что хотя ревностное восхищение к справедливости и вождем жару его было, но имея дело с народом легкомысленным, каковы заводские крестьяне, термины его объяснениев более б должны быть уважены (взвешены), чтоб не сделать чрез самую истину разврата и повода к дальнейшему их легкомыслию, в чём коллегия на него, яко на усердного, а притом и разумного члена, впредь надеется».
Вскоре начались серьёзные волнения, которые застали Башмакова в Екатеринбурге при производстве опытов над золотосодержащими песками. Это было в 1773 г., когда слухи о Пугачеве увлекли заводских крестьян, и многие заводы либо прекращали своё действие за недостатком рабочих рук, либо становились жертвой разгрома и пожаров. В Екатеринбурге стали готовиться к встрече надвигающейся грозы: формировались из рабочих и крестьян казачьи команды, и учреждались пикеты и разъезды, а горные чиновники, и в числе их Башмаков, были посланы в селения екатеринбургского ведомства и на ближайшие заводы для того, чтобы, насколько возможно, способствовать успокоению крестьян. Но Башмаков сознавал необходимость, наряду с увещанием, применять и более энергичные меры к защите вверенных ему пунктов, и потому приступил к строению небольших укреплений, составлял команды из крестьян, татар и башкирцев и наскоро обучал их. Башмаков вскоре достиг прекрасных результатов. К нему издалека обращались жители различных сел и городов за помощью, и он всегда считал своею обязанностью помочь тем, кто искал его поддержки. Узнав, что приближение бунтовщиков к Кунгуру заставило воеводу, прокурора, членов горного начальства и всех чиновников скрыться, и что жители Кунгура в безвыходном положении и решаются сдать город без сопротивления, Башмаков послал к кунгурцам шихмейстера Солнопекова, дав ему полпуда пороху и приказал, насколько возможно, распространять слух о своих значительных боевых средствах. Башмаков велел вместе с тем говорить, что из Юговского завода вскоре прибудет большой отряд и что, кроме того, можно ожидать помощь от правительственных войск. Башмаков снабдил также Солнопекова предписанием, в силу которого последний должен был взять на себя управление городом, а кунгурцам послал требование во всем беспрекословно подчиняться новому управителю. Это заставило жителей Кунгура приободриться, и они дали обещание защищать свой город до последней капли крови. Вместе с тем, слух, который, по требованию Башмакова, распускал Солнопеков, — долгое время держал в страхе бунтовщиков, и они не решались завладеть почти беззащитным городом.
Когда генерал-аншеф Бибиков узнал о деятельности Башмакова, то послал к нему ордер, в котором хвалил Башмакова, обещал в скором времени донести о нём Императрице и приказывал набирать возможно большее число надежных ополченцев. Получив этот ордер 6 января 1774 г., Башмаков немедленно стал увеличивать свои команды рабочими и приписными к заводам крестьянами и 13 января уже имел возможность, под предводительством гиттенфервалтера Никонова, выслать 170 человек с 108 ружьями и тремя пушками к Аннинскому заводу, где засели башкирцы и вместе с заводскими крестьянами предполагали двинуться или на Юговские заводы или на Кунгур. Мятежники узнали о движении Никонова и бежали на Тулву, но Никонов захватил несколько человек мастеровых, участвовавших в подстрекательстве и предоставил их в руки Башмакова. Последний, в силу полномочий от Бибикова, приговорил главного виновника Антона Голубина к казни, 11 человек к наказанию кнутом, а 36 человек плетьми. Остальные были приведены к присяге на верность Императрице и должны были выдать сабли, копья и топоры. Эта мера оказалась настолько действительною, что жители Аннинского завода впоследствии больше не пытались присоединиться к бунтовщикам и навсегда оставались верными присяге. Но к такого рода крутым мерам Башмаков прибегал редко. В большинстве случаев ум и такт подсказывали Башмакову необходимость применять лишь миролюбивые средства, которые приносили самые желательные результаты. Исключительно этими средствами Башмаков имел возможность удержать от волнений жителей Юговского завода в то время, как ближайшие к заводу селения охвачены были мятежом и только этим средством он успел оградить от нападения северные заводы (в нынешних Соликамском и Пермском уездах) и соляные промысла, а также поддержать спокойствие по всему побережью Камы от Ягошихинского завода (ныне гор. Пермь) до села Беляевского (севернее Осы). Башмаков всегда умел прекрасно воспользоваться даже незначительными средствами для борьбы с неприятелем, а из лиц, вовсе неподготовленных к военному делу, создавал опасных для врага предводителей.